# Platform Nederlandse Luchtvaart
Het Platform Nederlandse Luchtvaart (of PNL), voorheen Platform Duurzame Luchtvaart (PDL), is een Nederlandse stichting die in 1998 is opgericht uit een burgerinitiatief van mensen die zich zorgen maakten over de luchtvaartdiscussie in Nederland. Het Platform Nederlandse Luchtvaart verzamelt informatie over luchtvaart en stelt deze ter beschikking. 
In 2001 heeft het Platform Nederlandse Luchtvaart de bijzondere leerstoel 'Toegepaste Psychologie van Geluidhinder' aan de Rijksuniversiteit Leiden ingesteld. Deze leerstoel is in 2009 opgeheven. Prof. dr. Pieter Jan Stallen bekleedde de leerstoel. Onder zijn leiding werd onderzoek gedaan naar maatregelen in de aanpak van geluidshinder. 